# محمد الفرحان
محمد الفرحان لاعب كرة سعودي سابق.
هو محمد الفرحان مواليد 1970م في مدينة الدمام شرق المملكة العربية السعودية, لعب لنادي القادسية كما مثل المنتخب السعودي في فترات سابقة. 
والديسكفري، وهو اللقب الذي أطلقته الجماهير السعودية على الفرحان, كان قد مثل فريقه لمدة 12 عاماً, كان خلالها أحد أبرز نجوم الجيل الذهبي للنادي حيث ساهم في تحقيق ثلاث بطولات مابين محلية وخارجية.
ويعتز الفرحان بموسم 1990م الذي يصفه بأنه الأبرز له كلاعب خلال مسيرته، حيث حصل على ثاني أفضل لاعب في الدوري بعد النجم الأسطوري ماجد عبد الله والأول على مستوى المنطقة الشرقية التي كانت تمثل بثلاثة أندية هي: القادسية، النهضة، والاتفاق

## بدايته الكروية
بدأ محمد الفرحان حياته الرياضية كلاعب عن طريق المدرسة ثم الحواري مع أصدقائه وأبناء الحي، ولم يكن الطريق إلى نادي القادسية مفروشا بالورود، حيث اضطر الفرحان إلى إطلاق كذبة على والده يرحمه الله، وذكر له أنه يتردد على المدرسة يوميا، فيما كان يركض نحو لعب الكرة في الحواري بصحبة رفيق دربه فؤاد المقهوي حارس الاتفاق الأسبق اللذين كانا يلعبان في فريق اسمه الأرجنتين، ولكن الأندية فرقت الاثنين فذهب الفرحان إلى القادسية، فيما فضل المقهوي اللعب للجار الاتفاق.

## اللعب للقادسية
لعب الفرحان في براعم القادسية لمدة سنتين قبل أن ينتقل لمرحلة الناشئين تحت قيادة المدرب الوطني خالد مبارك، ولكن ظل الفرحان معلقا بالحواري وكثير الغياب عن التمارين، مما تسبب في حرمانه من اللعب في مباريات كثيرة إلى أن صعد إلى شباب القادسية، ولكنه أيضا لم يهنأ بسبب مطاردة مدرب فريق القادسية الأول البرازيلي شكاريه له، حيث طلب منه الانضمام إلى تمارين الفريق الأول، إلا أن الفرحان كان يرفض ويتغيب عن التمارين أيضا.
ومع بداية الموسم الجديد قررت إدارة القادسية اصطحاب الفريق الأول إلى السودان لإقامة معسكر إعدادي، فأصر شيكاريه أيضا على طلب الفرحان الذي كان في الصف الثاني متوسط حينها.

## الانطلاقة
صعد الفرحان للفريق الأول في ناديه ولم يلعب أول خمس مباريات بحكم أنه صاعد للتو، وكانت مباراة الشباب هي الأولى التي يلعبها بشكل كامل، وانتهت بالتعادل بهدف لكلا الطرفين، وكانت تلك المباراة الانطلاقة الحقيقية للفرحان نحو عالم النجومية، ولم يعود منذ ذلك الوقت إلى دكة البدلاء مجددا لحين مجيء الإنجليزي جوليان، حيث كانت تلك الفترة الأسوأ في حياته الرياضية، وزالت بحضور الجزائري رابح سعدان الذي حول الفرحان من مركز المحور إلى الوسط الأيمن لنزعته الهجومية لدى اللاعب، وأتى الألماني بوكير وعزز من هجومية الفرحان ووضعه في الجناح الأيمن وهو المركز الذي اشتهر فيه.

## مسيرته الدولية
شارك محمد الفرحان مع المنتخب السعودي للناشئين عام 87م، واستطاع الوصول معه إلى كأس العالم في كندا، ووقع المنتخب حينها في مجموعة ضمت البرازيل وفرنسا وأستراليا، ولعب الفرحان كلاعب أساسي في المباراة الأولى ضد أستراليا وخسر الأخضر السعودي بهدف دون رد، ثم شارك أساسيا أيضا ضد البرازيل وانتهت المباراة بالتعادل السلبي بدون أهداف، وكان منتخب البرازيل يضم اللاعب ليوناردو مدرب نادي ميلان الإيطالي الحالي، وفي المباراة الثالثة لعب الأخضر ضد منتخب فرنسا واستطاع الفوز بهدفين نظيفين، لكنه خرج من الدور الأول بفارق الأهداف عن منتخب فرنسا.
ومع منتخب الشباب كانت مشاركة الفرحان في البطولة العربية في الأردن، ولعب الأخضر ثلاث مباريات، الأولى ضد مصر وانتهت بالتعادل السلبي، ثم ضد منتخب تونس وانتهت بالتعادل 1 ــ 1، وأثارت تلك المباراة جدلا واسعا في البطولة بعد أن سجل الفرحان الهدف الوحيد من لمسة يد كاد على إثر ذلك أن يتعرض للضرب، ثم خسر المنتخب من لبنان 0 ــ 1 وخرج من البطولة العربية.
وفي موسم 1990م انضم محمد الفرحان إلى المنتخب الأول استعدادا لكأس الخليج العاشرة في الكويت، وكان المنتخب يضم نجوما كبارا، أمثال ماجد عبد الله، محمد عبد الجواد، صالح النعيمة، فهد المصيبيح، فهد الهريفي، وعبد الله الدعيع، لكن المشاركة الحلم لم تتم بسبب انسحاب السعودية من الدورة لأسباب تتعلق بشعار البطولة.

## الاعتزال
بعد توالي إنجازات الفريق الذهبي لنادي القادسية كان لابد أن يكون لكل بداية نهاية، فساءت نتائج الفريق وهبط إلى أنديه الدرجة الأولى ولم يستطع العودة للممتاز مجددا إلا بعد اعتزال أبرز نجومه، وكان قرار الاعتزال وهجر الكرة الحل الأمثل للنجوم في تلك الفترة، وكان أحدهم محمد الفرحان الذي ودع الملاعب مرفوع الرأس مشاركا في جميع إنجازات ناديه عبر التاريخ.
وأقيم له عام 2010 حفل تكريم شارك فيه القادسية ببعض النجوم السعوديين والخليجيين, أمام نادي النصر على ملعب الأمير محمد بن فهد بالدمام.

## بطولاته
- كأس ولي العهد 92م.
- كاس الكؤوس الآسيوية 92م.
- كأس الاتحاد السعودي 94م.

## وصلات ومصادر
مسيرة محمد الفرحان